# Orphée dépecé par les Ménades
Orphée dépecé par les Ménades est un tableau réalisé par le peintre franco-suisse Félix Vallotton en 1914. Cette huile sur toile représente Orphée dépecé par les Ménades. Elle est conservée au musée d'Art et d'Histoire de Genève, à Genève.